# Onthophagus peyrierasi
Onthophagus peyrierasi é uma espécie de inseto do género Onthophagus, família Scarabaeidae, ordem Coleoptera.
Foi descrita cientificamente por Paulian em 1985.